# Srijemska tema
Srijemska tema je bila bizantska upravna jedinica, tema koja se najvećim dijelom nalazila na području istočnog Srijema. Prostirala se područjem današnje Hrvatske, BiH i Srbije.
Postojala je u 11. st. sve do mađarskih osvajanja. Sjedište joj se nalazilo u Sirmiumu, današnjoj Srijemskoj Mitrovici.
Graničila je s Kraljevinom Hrvatskom na zapadu, Dukljom na jugu, Ugarskom na sjeverozapadu, Pečenezima na sjeveroistoku. Južno se nalazila dračka tema, a jugoistočno bugarska tema.